# Slåttesmyrtjärnen, Ångermanland
Slåttesmyrtjärnen är en sjö i Sollefteå kommun i Ångermanland och ingår i Ångermanälvens huvudavrinningsområde.